# Luis Antonio Calderón
Luis Calderón (Cali, Valle del Cauca, Colombia; 2 de junio de 1990) es un futbolista colombiano. Juega como defensa central.

## Clubes
| Club                | País     | Año         |
| ------------------- | -------- | ----------- |
| Deportivo Cali      | Colombia | 2007 - 2008 |
| Deportes Palmira    | Colombia | 2009        |
| Pacífico F. C.      | Colombia | 2010        |
| Deportivo Cali      | Colombia | 2011 - 2016 |
| Deportivo Municipal | Perú     | 2017        |

## Estadísticas
| Club                       | Temporada           | Liga  | Liga  | Copa Nacional | Copa Nacional | Copa Internacional | Copa Internacional | Total | Total |
| Club                       | Temporada           | Part. | Goles | Part.         | Goles         | Part.              | Goles              | Part. | Goles |
| -------------------------- | ------------------- | ----- | ----- | ------------- | ------------- | ------------------ | ------------------ | ----- | ----- |
| Deportivo Cali · Colombia  | 2011                | 23    | 2     | 5             | 0             | 2                  | 0                  | 30    | 2     |
| Deportivo Cali · Colombia  | 2012                | 7     | 0     | 1             | 0             | -                  | -                  | 8     | 0     |
| Deportivo Cali · Colombia  | 2013                | 24    | 0     | 4             | 0             | -                  | -                  | 28    | 0     |
| Deportivo Cali · Colombia  | 2014                | 17    | 0     | 9             | 0             | 1                  | 0                  | 27    | 0     |
| Deportivo Cali · Colombia  | 2015                | 1     | 0     | 0             | 0             | -                  | -                  | 1     | 0     |
| Deportivo Cali · Colombia  | 2016                | 10    | 0     | 0             | 0             | 1                  | 0                  | 11    | 0     |
| Deportivo Cali · Colombia  | Total               | 82    | 2     | 19            | 0             | 4                  | 0                  | 105   | 2     |
| Deportivo Municipal · Perú | 2017                | 14    | 0     | 0             | 0             | 2                  | 0                  | 16    | 0     |
| Deportivo Municipal · Perú | Total               | 14    | 0     | 0             | 0             | 2                  | 0                  | 16    | 0     |
| Total en su carrera        | Total en su carrera | 96    | 2     | 19            | 0             | 6                  | 0                  | 121   | 2     |

## Palmarés

### Campeonatos nacionales
| Título                | Equipo         | País     | Año  |
| --------------------- | -------------- | -------- | ---- |
| Superliga de Colombia | Deportivo Cali | Colombia | 2014 |
| Torneo Apertura       | Deportivo Cali | Colombia | 2015 |